# Snaggaardstraat

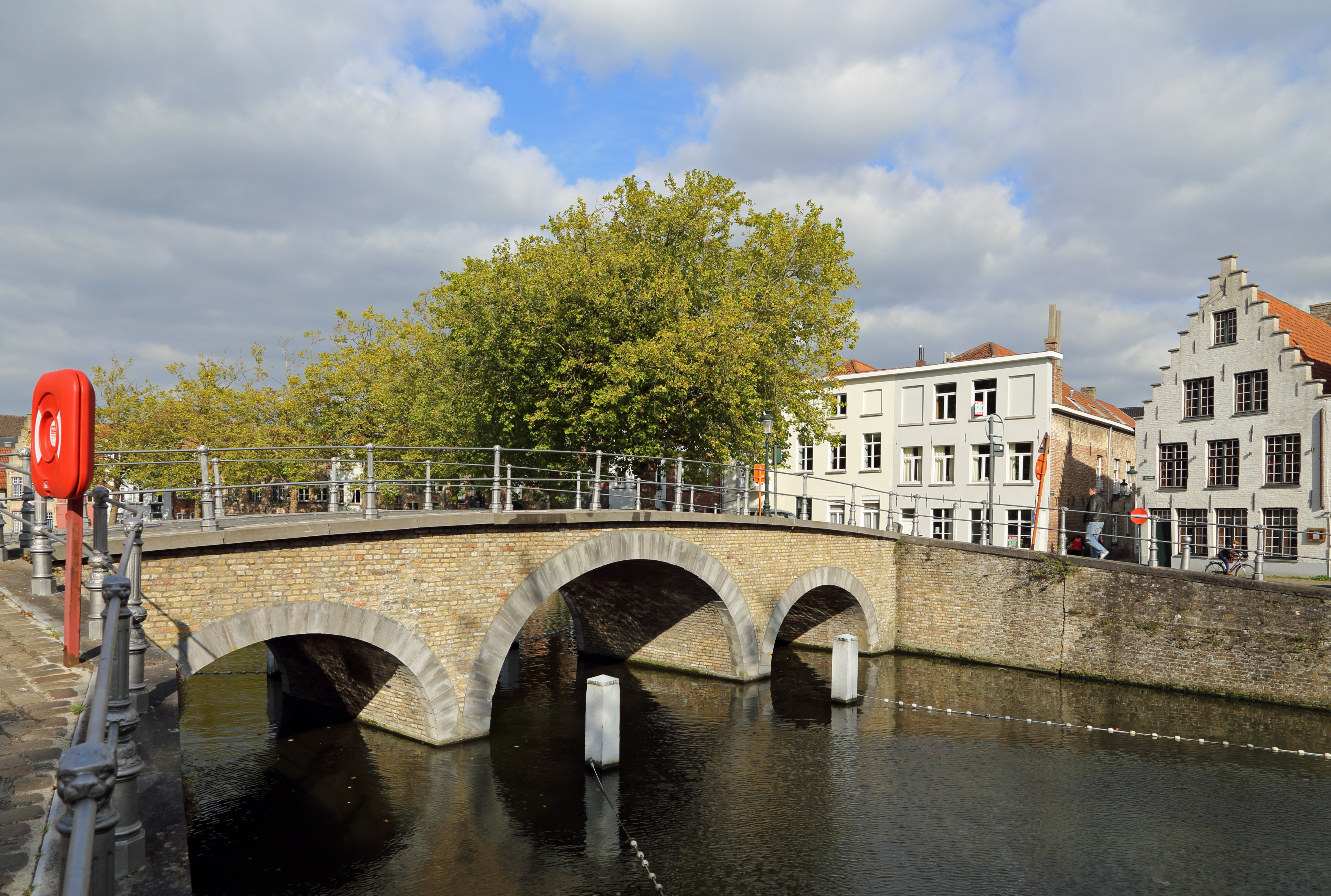
De Snaggaardbrug. Links van het huis met de trapgevel begint de Snaggaardstraat.

De Snaggaardstraat is een straat in Brugge.

## Beschrijving
De documenten vermelden:
- 1290: brand juxta Snaggards;
- 1302: een knape wachtende Snaggaardshuus van sinen salaris;
- 1305: ontfanghen van den huusheuren (...) van Willem Snaggardshuus.

De naam van de straat en de brug die er toegang toe geeft komt van de familie Snaggard. In 1128 vermeldde Galbert van Brugge een Hugo Snaggard. Het huis van Willem Snaggard, nabij de Potterierei, werd in 1305 verbeurd verklaard.
Deze lange straat loopt parallel met de Carmersstraat en verschillende kleine tussenstraten verbinden de beide. Ter hoogte van de Snaggaardstraat verbindt een vaste brug de Potterierei met de Langerei: de Snaggaardbrug, in de huidige vorm gebouwd in 1975.
De naam wordt in Brugge uitgesproken als Snakkersstraat. Bedenkers van verhaaltjes hebben daaruit gemeend te mogen besluiten dat de straat en de brug hun naam te danken hadden aan onbehouwen ambtenaren van de fiscus, die daar een kantoor hadden en de mensen toesnauwden of, in het Brugs, tegen hen 'snakten'. Anderen hebben zelfs in 'snaggard' een Saksische stam menen te ontwaren (ze dachten aan drakars en snekkers) en hebben vermoed dat het om een naam uit de tijd van de Noormannen ging.
De Snaggaardstraat loopt van de Potterierei naar de Peterseliestraat.